# Hastingues
Hastingues är en kommun i departementet Landes i regionen Nouvelle-Aquitaine i sydvästra Frankrike. Kommunen ligger i kantonen Peyrehorade som tillhör arrondissementet Dax. År 2022 hade Hastingues 606 invånare.

## Befolkningsutveckling
Antalet invånare i kommunen Hastingues
Referens:INSEE